# Postciliodesmatophora
A Postciliodesmatophora a csillósok (Ciliophora) törzsének altörzse, két osztálya a Heterotrichea és a Karyorelictea.
A szomatikus kinetoszómákkal asszociált, csilló mögötti mikrotubulusszalag-csomagok jellemzik.

## Történet
A Postciliodesmatophorát Gerassimova és Seravin csilló mögötti, a kéregbe átfedő szalagokat alkotva nyúló mikrotubulusokkal rendelkező csillósokként írták le 1976-ban.
1985-ben Small és Lynn a Spirotrichea, a Choreotrichida és a Heterotrichea csoportokat helyezték ide. A csillós-filogenetikai ismeretek javulásával a postciliodesmák definíciója, így a Postciliodesmatophorába sorolt taxonok is, változtak, így a Spirotrichea az Intramacronucleatába került, a postciliodesma kizárólag a csilló mögötti átfedő mikrotubulusokból álló halmozott szalagokat jelenti, melyek összehúzódáskor mikrotubuluskarokkal kiterjesztik a sejttestet. Ennek megfelelően a Tintinnida nem rendelkezik valódi postciliodesmával.
Fajkus et al. 2021-es tanulmánya szerint 1,2 milliárd évvel ezelőtt vált el az Intramacronucleatától.

## Felépítés
A többi csillóshoz hasonlóan kétféle magjuk van, ezért korábban a „kétfélemagvúak” törzsébe sorolták, megkülönböztetve az egymással azonos funkciójú magokat tartalmazó egysejtűek (egyfélemagvúak) törzsétől.
Nagyon nagy, akár 1 mm-nél is hosszabb lehet, de míg a Heterotricheában a makronukleuszok akár 1000–13 000-szer annyi DNS-t tartalmazhatnak a mikronukleuszoknál, a Karyorelicteában több makronukleusz-csoport van viszonylag kevés (a mikronukleusznál 1,1–12-szer több) DNS-sel.
A Karyorelicteát három jellemző alapján sorolták be „ősinek”, ezek az egyszerű csillócsoport, az alacsony (paradiploid) DNS-tartalom és az, hogy a makronukleuszok osztódáskor nem osztódnak.
Szomatikus dikinetidái vannak „csilló mögötti kötegekkel” (postciliodesma), melyekben a csilló mögötti fő átfedő mikrotubulus-szalagok közt 1 (Heterotrichea) vagy 2 (Karyorelictea) mikrotubulus van.

## Szaporodás
A Heterotrichea osztályban az Intramacronucleata altörzzsel szemben a makronukleusz osztódását rajta kívül álló mikrotubulusok teszik lehetővé.

## Életmód
A Loxodes nemzetség nitrátlégzésre képes, vagyis oxigén helyett nitrátot is tud használni elektronakceptorként.

## Filogenetika
A Postciliodesmatophora és két osztálya monofiletikus csoport a legtöbb 18S rDNS-alapú elemzés alapján. Gao et al. 2016-os tanulmánya szerint a csillósok közt így helyezkedik el:
|                       | Intramacronucleata                                              |
|                       |                                                                 |
| Postciliodesmatophora | \| \| Heterotrichea \| \| \| \| \| \| Karyorelictea \| \| \| \| |
|                       | \| \| Heterotrichea \| \| \| \| \| \| Karyorelictea \| \| \| \| |
|                       | Heterotrichea                                                   |
|                       |                                                                 |
|                       | Karyorelictea                                                   |
|                       |                                                                 |

|  | Heterotrichea |
|  |               |
|  | Karyorelictea |
|  |               |

|                       | Intramacronucleata                                              |
|                       |                                                                 |
| Postciliodesmatophora | \| \| Heterotrichea \| \| \| \| \| \| Karyorelictea \| \| \| \| |
|                       | \| \| Heterotrichea \| \| \| \| \| \| Karyorelictea \| \| \| \| |
|                       | Heterotrichea                                                   |
|                       |                                                                 |
|                       | Karyorelictea                                                   |
|                       |                                                                 |

|  | Heterotrichea |
|  |               |
|  | Karyorelictea |
|  |               |

## Genomika
A Karyorelictea fehérjekódológén-tartalmú kromoszómái száma változó lehet (például a Loxodes nemzetségben), míg a Heterotrichea esetén ezek száma közel állandó. Csíravonalgenomjuk keveredik, a Heterotrichea szomatikus genomja nem töredezett jelentősen.
A Karyorelictea az egyetlen csillóscsoport, melyről feltételezték, hogy paradiploid. Nevük a sejtmag elsődleges állapotára utal, azonban molekuláris filogenetikai elemzések alapján a Heterotrichea testvércsoportja. Maurer-Alcalá et al. 2018-ban azonban kiderítették, hogy például a Loxodes nemzetség nem paradiploid, és az egyes kromoszómák nem egyenlő mennyiségben vannak jelen.
A TAA és TAG stopkodonok gyakorisága a Postciliodesmatophorában csökkent.
Konjugáció után a Karyorelictea makronukleusza a csillósok többi tagjához hasonlóan differenciálódik, azonban az osztódás utáni differenciáció és a makronukleusz öregedése csak a Karyorelicteára jellemző.

## Élőhely
Általában interszticiális tengeri környezetekben élnek, de megtalálhatók az evezőlábú rákok bentikus Harpacticoida-fajaiban is. A Loxodes alacsony oxigéntartalmú édesvízi környezetekben él.

## Jelentőség
A Blepharisma nemzetség makronukleusz- és genomfejlődése kettős úton történik, ezért e folyamatok fejlődésének és működésének vizsgálatában fontos, továbbá párosodása irányítható.

## Fordítás
Ez a szócikk részben vagy egészben  a   Postciliodesmatophora című angol Wikipédia-szócikk ezen változatának fordításán alapul.  Az eredeti cikk szerkesztőit annak laptörténete sorolja fel. Ez a jelzés csupán a megfogalmazás eredetét és a szerzői jogokat jelzi, nem szolgál a cikkben szereplő információk forrásmegjelöléseként.